# Rocky Mountain Trench
Der Rocky Mountain Trench ist ein Grabensystem unmittelbar westlich der nordamerikanischen Rocky Mountains. 

## Physische Geographie
Der Rocky Mountain Trench zieht sich über eine Distanz von etwa 1600 Kilometern unmittelbar westlich der Rocky Mountains vom Flathead Lake in Montana bis zur Grenze zwischen British Columbia und dem Yukon Territory hin. Über eine lange Strecke ist er dabei die Trennlinie zwischen den Rocky Mountains im Osten und den Columbia Mountains sowie den Cassiar Mountains im Westen. Im Norden geht er im Yukon-Plateau in mehrere Grabenbrüche über, unter anderem in den sich bis nach Alaska hineinstreckenden Tintina Trench. Der zwischen 20 und 25 Kilometer breite, durch steile und terrassierte Hänge gekennzeichnete Graben ist trotz teilweiser glazialer Überformung ein Nebenprodukt der Hebung der Rocky Mountains. 
Einige der bedeutendsten Flusssysteme der westlichen Rocky Mountains entwässern ihn streckenweise.
Folgende Gewässer und Pässe liegen entlang des Rocky Mountain Trench:
- Flathead Lake
- Flathead River
- Lake Koocanusa
- Kootenay River
- Columbia River
- Kinbasket Lake
- Canoe River
- Fraser River
- McGregor River
- Parsnip River
- Williston Lake
- Finlay River
- Fox River
- Sifton Pass
- Kechika River